# Ernie Els
Theodore Ernest (Ernie) Els (Johannesburg, 17 oktober 1969) is een succesvolle Zuid-Afrikaans golfprofessional. Hij staat in golfkringen bekend als "The Big Easy", een bijnaam die voortkomt uit het feit dat hij voor een golfer groot en stevig is, terwijl hij een vloeiende, ogenschijnlijk moeiteloze swing heeft.
Hij behoort tot de beste golfers van het einde van de twintigste eeuw en het begin van de eenentwintigste eeuw. Hij wordt beschouwd als de beste matchplayspeler van de wereld en won in 2007 voor de zevende keer de World Matchplay op Wentworth, waar hij een huis heeft. In zijn professionele loopbaan heeft hij zeventig toernooien gewonnen, waaronder vier majors: het Amerikaanse Open (in 1994 en 1997) en het Britse Open (2002 en 2012). Een opmerkelijke overwinning was de winst van het Dunhill Championship 2006, hij was namelijk vier maanden eerder aan zijn knie geopereerd na een watersportongeluk. Ernie Els speelt overal op de wereld. Hij deed in 2001 mee aan de Dutch Open op de Noordwijkse Golfclub.

## Gewonnen

### Majors
- 1994: US Open na play-off tegen Colin Montgomerie en Loren Roberts
- 1997: US Open
- 2002: The Open Championship na play-off tegen Stuart Appleby, Steve Elkington en Thomas Levet
- 2012: The Open Championship

### WGC
- 2004: WGC - CA Championship
- 2010: WGC - CA Championship

### Sunsine Tour
- 1990: Spoornet Classic
- 1991: Amatola Sun Classic
- 1992: Protea Assurance South African Open, Lexington South African PGA Championship, South African Masters, Hollard Royal Swazi Sun Classic, First National Bank Players Championship, Goodyear Classic
- 1995: Bell's Cup, Lexington South African PGA Championship (telt ook voor Europese PGA Tour)
- 1996: Philips South African Open
- 1998: South African Open (telt ook voor Europese PGA Tour)
- 1999: Alfred Dunhill South African PGA Championship (telt ook voor Europese PGA Tour)
- 2001: Vodacom Players Championship
- 2005: Dunhill Championship (telt ook voor Europese PGA Tour 2006)
- 2006: South African Airways Open (telt ook voor de Europese PGA Tour 2007)

### Europese PGA Tour
- 1994: Dubai Desert Classic
- 1995: Lexington South African PGA Championship
- 1997: Johnnie Walker Classic
- 1998: South African Open
- 1999: Alfred Dunhill South African PGA Championship
- 2000: Standard Life Loch Lomond
- 2002: Heineken Classic, Dubai Desert Classic,
- 2003: Heineken Classic, Johnnie Walker Classic, Barclays Scottish Open, Omega European Masters
- 2004: Heineken Classic, HSBC World Match Play Championship
- 2005: Dubai Desert Classic, Qatar Masters, BMW Asian Open
- 2006: Dunhill Championship , South African Airways Open
- 2007: HSBC World Match Play Championship
- 2011: Zuid-Afrikaans Open
- 2013: BMW International Open

### Japan Golf Tour
- 1993: Dunlop Phoenix

### Amerikaanse PGA Tour
- 1994: Sarazen World Open
- 1995: GTE Byron Nelson Classic
- 1996: Buick Classic
- 1997: Buick Classic
- 1998: Bay Hill Invitational
- 1999: Nissan Open
- 2000: The International
- 2002: Genuity Championship
- 2003: Mercedes Championships, Sony Open in Hawaï na play-off tegen Aaron Baddeley
- 2004: Sony Open in Hawaï na play-off tegen Harrison Frazar, Memorial Tournament, American Express Championship
- 2008: Honda Classic
- 2010: Arnold Palmer Invitational

### Elders
- 1994: Toyota World Match Play Championship (unofficial money European Tour), Johnnie Walker World Golf Championship
- 1995: Toyota World Match Play Championship (unofficial money European Tour)
- 1996: Toyota World Match Play Championship (unofficial money European Tour)
- 1997: Grand Slam of Golf (unofficial money PGA Tour)
- 1999: Nedbank Million Dollar Challenge (unofficial money Sunshine Tour)
- 2000: Nedbank Golf Challenge (unofficial money Sunshine Tour)
- 2002: Nedbank Golf Challenge (unofficial money Sunshine Tour), Cisco World Match Play Championship (unofficial money European Tour)
- 2003: HSBC World Match Play Championship (unofficial money European Tour)
- 2004: Nelson Mandela Invitational (unofficial money Sunshine Tour; met Vincent Tshabalala)
- 2008: Hassan II Golf Trophy
- 2010: Grand Slam of Golf

NB: 'unofficial money' betekent dat het toernooi erkend is door de Tour, maar dat het prijzengeld niet meetelt voor de Order of Merit.

### Teams
- Alfred Dunhill Cup: 1992, 1993, 1994, 1995, 1996, 1997 (winnaars), 1998 (winnaars), 1999, 2000
- World Cup: 1992, 1993, 1996 (winnaars met Wayne Westner, tevens Individueel winnaar), 1997, 2001 (winnaars)
- Presidents Cup (International team): 1996, 1998 (winnaars), 2000, 2003 (tie), 2007, 2009, 2011, 2013

## Golfbaanarchitect
Naast het spelen van toernooien ontwerpt Els golfbanen. Enkele daarvan zijn:
- 2002: Savannah, een van de 10 banen van Mission Hills, Shenzhen, China
- 2004: Oubaai aan de Herold's Baai, Zuid-Afrika
- 2006: Westbaan van Wentworth gerenoveerd en verlengd.
- 2008: Anahita Golf Resort, Mauritius
- 2008: The Els Club in Dubai in Dubai, de eerste baan die ook zijn naam draagt. De baan is omgeven door woestijnduinen met schrale inheemse woestijnplanten. Het clubhuis opende in 2009.
- 2008: The Els Club at Copperleaf

## Privéleven
In 1994 ontmoette hij Nelson Mandela voor het eerst. Ze hadden regelmatig contact en Mandela belde Els altijd als hij weer wat gewonnen had.
Ernie Els is in 1998 getrouwd en heeft een dochter (1999) en een zoon (2002). Zijn zoon is autistisch. In 2011 richtte Ernie de 'Els for Autism Golf Challenge' op, een serie van 20 amateurtoernooien per jaar. In de Verenigde Staten werd in de eerste twee jaar al US$ 4.000.000 voor onderzoek verzameld. In Zuid-Afrika doet Els al langer aan liefdadigheidswerk, in een poging kinderen uit achterstandswijken met talent voor golf, aan het spelen te krijgen. Hij is ook mede-eigenaar van een wijngaard.